# Yhojan Díaz
Yhojan Gary Díaz Sequeira, coneguda com a Yhojan Díaz   (San Carlos, 10 de febrer de 1998), és una futbolista professional uruguaiana. La seva posició de joc és d'extrem dret o davantera en l'equip Club Social y Deportivo Villa Española de Primera Divisió de futbol de l'Uruguai. Va jugar en el Club Atlético Atenas del 2016 fins al 2017. El 2018 va jugar en el FK Teplice i del 2019 fins al 2020 en el Club Atlético Atenas. El 2021 jugaba en el Club Social y Deportivo Villa Española.